# أغنية حب الطيار

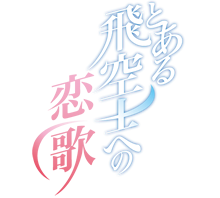
شعار "أغنية حب الطيار" (The Pilot's Love Song).

أغنية حب الطيار (باليابانية とある飛空士への恋歌 تنطق باليابانية : توارو هيكوشي إي نو كويوتا، تُترجم حرفياً بالعربية إلي. "أغنية حب لطيار معين ") وهي سلسلة روايات خفيفة يابانية من تأليف المانغاكا كوروكو إنومورا. تدور أحداث القصة في نفس الكون الخيالي مثل رواية إنومورا الخفيفة السابقة "الأميرة والطيار" . تم نشر خمسة مجلدات بين عامي 2009 و 2011 من قبل شركة النشر الكبيرة شوغاكوكان بواسطة شركة جاجاجا بونكو التابعة لهم.و تم بث مسلسل تلفزيوني من إنتاج استديو تي .أم . أس للترفيه الذي قام بعمل انميات كبيرة مثل سونيك والمحقق كونان في اليابان في الفترة من يناير إلى مارس 2014. وبدأ ظهور المانغا التابعة للسلسلة التلفزيونية عبر مجلة شونين الاحد السوبر التابعة لشوغاكوكان من 25 فبراير 2014.

## شخصيات الانمي

### الشخصيات الاساسية
كال-إيل ألبوس (باليابانية : カルエル・アルバス تنطق باليابانية : كالويلو ألوباسو) أو كارل لا هير (باليابانية : تنطق باليابانية : كالو لا آيلو)
أداء صوتي: ناتسوكي هاناي
يعد كال إيل هو بطل الرواية هو فتي أشقر ذو عينين زرقاوين من مواليد يونيو 1844 وهو ولي العهد السابق لإمبراطورية بالستيروس وهو نفسه الأمير كارل لا هير، الذي أسقطت ثورة الرياح ملكيته. أثناء سجنه مع والدته، شاهد طائرة تطير في السماء فطمح أن يصبح طيارًا في يوماً ما. بعد قضاءه شهر في السجن، تبناه مايكل ألبوس. بسبب ذكرياته غير السارة لثورة الرياح التي اطاحت بملكيته أصبح لديه كراهية مطلقة تجاه نينا فينتو. تمر الايام ويدخل كال-إيل ألبوس أكاديمية كاديكيس العليا قسم الجويّة مع اخته المتبناة أرييل. يقع في حب كلير كروز من النظرة الأولى. بعد اكتشاف أن كلير هي في الواقع نينا فينتو الفتاة التي يمقتها ويكن نحوها مشاعر كراهية كبيرة ولكن أصبحت مشاعره تتضارب. عندما يتذكر كلمات والدته "أنه يجب يغفر بدلاً من الكراهية"، فإنه يتخلي عن كل الكراهية التي كانت يكنها لصالح نينا ويركب طائرة من طراز ايل هالكون وهي طائرة تشبه طائرة كانادير سي أل -84 \ Canadair CL-84 أو طائرة الميستيرا وهي طائرة مكونة من عدة طائرات صُنعت في فترة الحرب العالمية الثانية أو بعدها بمدة قريبة.
كلير كروز (باليابانية : クレア・クルス تنطق باليابانية : كوليا كولوسو) أو نينا فينتو (باليابانية : ニナ・ヴィエント تنطق باليابانية : نينا فينتو)
أداء صوتي: آوي يوكي
كلير هي بطلة الرواية وولدت عام 1844 وهي فتاة ذات شعر بنفسجي غامق مائل للرمادي وعينين بنفسجيتين فاتحتين وهي فتاة لديها القدرة على التحكم في الرياح، وكان يطلق عليها الناس من حولها الساحرة بسبب قدرتها الخاصة. انضمت إلى ثورة الرياح باسم نينا فينتو وساعدت في هزيمة قوى إمبراطورية بالستيروس، لكنها فقدت قوتها للقيام بذلك. في وقت لاحق قامت بأخفاء هويتها الاصلية نينا ولتحق بأكاديمية كاديكيس العليا قسم الجويّة، حيث أصبحت شريكة كال-إيل ألبوس في الطيران لتقع في غرام كال-إيل ولكنها صُدمت بعدما أدراكت أنه كارل لاهير. أثناء المعركة النهائية مع شعبة سكاي كلان، تستعيد قوتها. كجزء من المعاهدة مع شعبة سكاي كلان، يتم نقلها إلى الربيع المقدس من أجل تحقيق نبوءاتها ويتم تلقيبها بأبنة القديس ألديستا وتركب طائرة من طراز ايل هالكون هي طائرة تشبه طائرة كانادير سي أل -84 \ Canadair CL-84.
آرييل ألبوس (باليابانية : アリエル・アルバス تنطق باليابانية : آليّلو ألوباسو)
أداء صوتي: أيانا تاكيتاتسو
آرييل هي الابنة الصغرى لأسرة كال - إيل المتبنية. وهي أصغر منه بيومًا واحدًا، لكنها غالبًا ما تدعوه بأخيها الأصغر. بسبب إصابة لحقت بها أثناء اشتباك مع
شعبة سكاي كلان، تركت الأكاديمية وقررت أن تصبح ميكانيكية ولقد كشفت أن لديها مشاعر رومانسية بالنسبة لأخيها المتبني كال -إيل ولكن بنهاية احداث الانمي عرفت ان مشاعرها تجاه اخيها كال -إيل يجب ان لا تتعدي اطار الاخوة حتي لو كان اخيها غير الشقيق وهي فتاة ذات شعر برتقالي وعينين خضراوين.
إجناسيو أكسيس (باليابانية : イグナシオ・アクシス ينطق باليابانية : إجنُاشيو أكوشيسو)
أداء صوتي: كايتو إيشيكاوا
إجناسيو هو فتي ذو شعر ابيض ذو عينين زرقاوين وهو ابن محظية الملك السابق غريغوريو لا هير، وبالتالي فهو أخ غير شقيق لكال - إيل. قبل ثورة الرياح، طُرد هو وأمه من القصر، وتوفيت بعد شهر واحد من ذلك الحادث. بسبب هذا، أقسم اجناسيو علي الانتقام من العائلة المالكة. وبالتالي ساهم في هزيمة أمبراطورية بالستيروس وبعد انتهاء الثورة انضم إلي أكاديمية كاديكيس العليا قسم الجويّة وأصبح شريك آرييل في الطيران. وغالبًا ما يتصرف ببرودة وانعزال، وهو الذي وصفته آرييل بأنه " تسونامي" . وهو حارس نينا فينتو، ومنذ ذلك كان طفلاً.

## روابط خارجية
- لا بيانات لهذه المقالة على ويكي بيانات تخص الفن